# Finanzas colaborativas
El término finanzas colaborativas se utiliza para describir una categoría específica de las transacciones financieras que se produce directamente entre individuos, sin la intermediación de una institución financiera tradicional. Esta nueva forma de gestionar las transacciones financieras informales ha sido posible gracias a los avances de los medios de comunicación social y las plataformas en línea.

## Origen
El concepto original fue defendido por Don Tapscott y Anthony D. Williams, coautores del libro MacroWikinomics: Nuevas fórmulas para impulsar la economía mundial. 
"Un nuevo movimiento está comenzando y está inspirado por la ira de la población en una multitud de cosas, desde el comportamiento de Wall Street y las bonificaciones masivas de los bancos, a la ampliación de la brecha entre la tasa de interés ofrecida a los ahorradores, y la tasa que se cobra a los prestatarios. Este movimiento se activó con el crecimiento de la colaboración masiva a través de Internet. Constituye una alternativa al juego del topo (conocido en inglás como whack-a-mole), donde los reguladores se ven obligados a jugar en el siempre cambiante paisaje de los servicios financieros."

## Variedad
Existe una amplia variedad de recursos relacionados con las finanzas colaborativas que pueden variar no sólo en sus aspectos organizativos y operacionales, sino también en relación con la región geográfica, la porción del mercado financiero, etc. Es precisamente esta heterogeneidad la que permite actividades informales y rentables de ahorro y crédito entre grupos de ingresos no atendidos por los bancos comerciales y otras instituciones financieras.
Son su informalidad, adaptabilidad y flexibilidad en las operaciones las características que reducen los costos de las transacciones y les confieren su ventaja comparativa y justificación económica. 

## Características
Las finanzas colaborativas se caracterizan por las transacciones de préstamos altamente personalizadas que implican relaciones cara a cara con los prestatarios y flexibilidad respecto del motivo del préstamo, tasas de interés, requisitos colaterales, plazos de vencimiento y reprogramación de la deuda. 
A continuación se presentan las características de las finanzas colaborativas que las hacen atractivas a los hogares de bajos ingresos: 
- No requieren de una licencia: la mayoría de los proveedores trabajan sin una licencia para el suministro de dinero.
- Son sin fines de lucro: si hubiera ganancias, se devuelven a la comunidad y sus miembros.
- Tiene múltiples propietarios: el propietario no se encuentra en una o dos personas, sino en el grupo como un todo.
- No requieren garantía: las garantías de reembolso están garantizadas en gran medida por la presión del grupo.
- Tienen prestatarios específicos bien identificados: la mayoría de los cuales son miembros de la comunidad.
- Mantiene estrechos vínculos de comunicaciòn e información entre los miembros: para que garanticen la devolución.
- Facilitan la reciprocidad de desembolsos de crédito: no hay una actitud de dar y tomar, donde los prestatarios y los prestamistas intercambian sus papeles.
- No están reguladas por el Banco Central: con respecto a los límites y restricciones, requisitos de información, etc.
- Fomentan la participación comunitaria en otros temas del desarrollo: el enfoque participativo de las iniciativas informales es fácilmente replicable para una amplia gama de temas de desarrollo comunitario.

## El desarrollo de las finanzas colaborativas
Asociaciones de Ahorro y Crédito Rotativo
Una Asociación de Ahorro y Crédito Rotativo, conocida en inglés como ROSCA, es un grupo de individuos que acuerdan ahorrar y tomar prestado juntos durante un período de tiempo predefinido. 
Las asociaciones de ahorro y de crédito son grupos de individuos que generalmente viven en el mismo lugar y hacen contribuciones cíclicas regulares a un fondo común. La suma total obtenida en cada ciclo o ronda, es entregada a un miembro. Por ejemplo, un grupo de 10 personas puede contribuir US$50 por mes durante 12 meses. Los US$600 recogidos cada mes se entregan a uno de los miembros. De ese modo, un miembro prestará dinero a otros miembros a través de su contribución mensual regular.
Luego de que un miembro reciba la suma total prestada, debe continuar aportando regularmente sus cuotas mensuales. Los miembros se alternan entre prestamistas y prestatarios, dependiendo de la ronda en la que un miembro levanta la suma total. Es decir, hay un mutuo dar y tomar entre los que participan en estos grupos.

## Estilos de vida colaborativos
El sistema de estilos de vida colaborativos se basa en la participación y el intercambio de recursos y activos tales como espacio, habilidades, tiempo y dinero. 